# En piges dagbog
En piges dagbog er en dansk kortfilm fra 2013 instrueret af Andreas Steen Sørensen efter eget manuskript.

## Handling
De sidste sider i dagbogen bliver de vigtigste brikker i efterforskningen af en piges forsvinden.

## Medvirkende
- Frank Schiellerup, Detektiv 1
- Nicholas Hejl, Detektiv 2